# Chondrosia tenochca
Chondrosia tenochca är en svampdjursart som beskrevs av Carballo, Gomez, Cruz-Barraza och Flores-Sanchez 2003. Chondrosia tenochca ingår i släktet Chondrosia och familjen Chondrillidae. Inga underarter finns listade i Catalogue of Life.